# Albert Divo
Albert Divo, nato Albert Eugène Diwo (Parigi, 24 gennaio 1895 – Morsang-sur-Orge, 19 settembre 1966), è stato un pilota automobilistico francese.

## Carriera

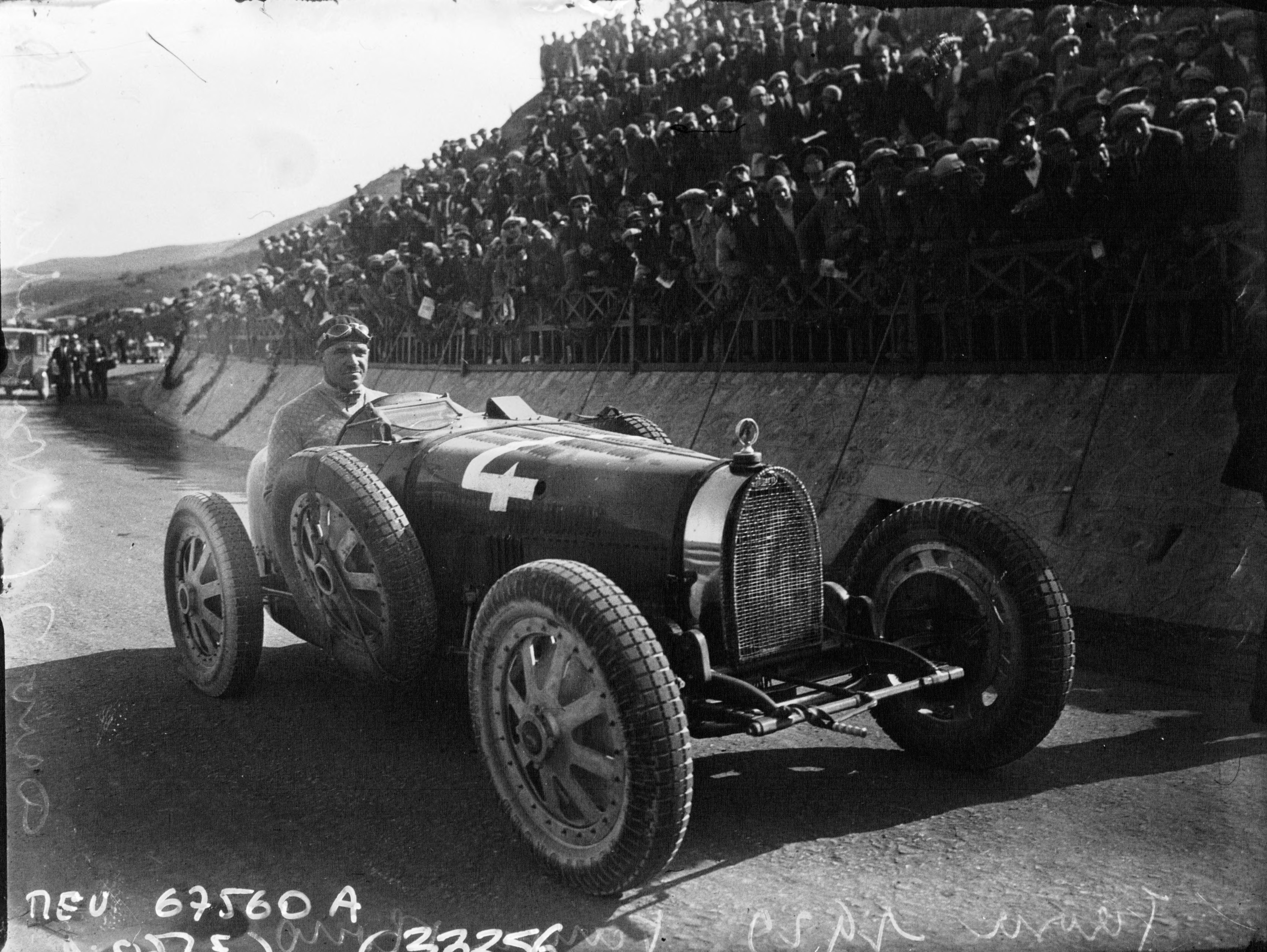
Albert Divo alla Targa Florio del 1929

La carriera di Divo ad alti livelli iniziò nel 1922, con la partecipazione alla gara di durata dell'International Tourist Trophy, sul circuito dell'Isola di Man. L'anno successivo arrivò la prima vittoria importante, al Gran Premio del Penya Rhin, guidando una Sunbeam sul circuito di Sitges-Terramar. Nel 1924, al volante di una Delage, si piazzò secondo, dietro Giuseppe Campari, al Gran Premio di Francia a Lione. Nel 1925 lo vinse, dopo essere subentrato a Robert Benoist, e si aggiudicò anche il Gran Premio di San Sebastián, in coppia con André Morel. A queste affermazioni seguirono un terzo posto nel Gran Premio di Gran Bretagna del 1927, svoltosi sul circuito di Brooklands, e due vittorie consecutive alla Targa Florio (1928-1929).
A fine carriera, Divo fu tra i fondatori del Club International des Anciens Pilotes de Grand Prix F1, creato nel 1962 a Villars-sur-Ollon, in Svizzera. Divo morì proprio a Villars, e fu sepolto nel cimitero di Morsang-sur-Orge.
A lui è dedicato il nome della supercar Bugatti Divo.

## Riepilogo risultati

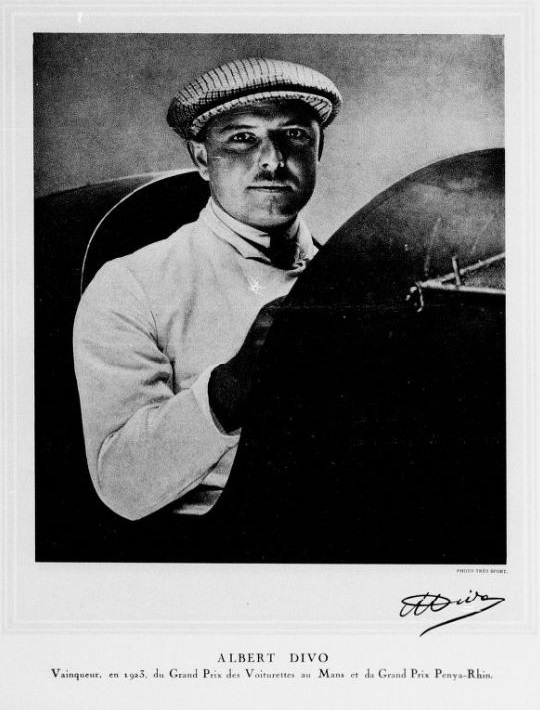
Albert Divo, 1924

### Campionato europeo di automobilismo
| Anno | Squadra                       | Costruttore | Vettura      | 1   | 2     | 3   |
| ---- | ----------------------------- | ----------- | ------------ | --- | ----- | --- |
| 1923 | Sunbeam-Talbot-Darracq Motors | Sunbeam     | Sunbeam GP   | IND | FRA 2 | ITA |
| 1924 | Automobiles Delage            | Delage      | Delage 2 LCV | IND | FRA 2 | FRA |

### Campionato mondiale costruttori
| Anno | Squadra                    | Costruttore | Vettura       | 1   | 2       | 3     | 4       | 5     |
| ---- | -------------------------- | ----------- | ------------- | --- | ------- | ----- | ------- | ----- |
| 1925 | Automobiles Delage         | Delage      | Delage 2 LCV  | IND | BEL Rit | FRA 1 | ITA     |       |
| 1926 | Louis Coatelen             | Talbot      | Talbot GPLB   | IND | FRA     | SPA   | GBR Rit | ITA   |
| 1927 | Automobiles Talbot         | Talbot      | Talbot 700    | IND | FRA Rit |       |         |       |
| 1927 | Automobiles Delage         | Delage      | Delage 15 S 8 |     |         | SPA   | ITA     | GBR 3 |
| 1929 | Automobiles Bugatti        | Bugatti     | Bugatti T35B  | IND | FRA 4   | SPA   |         |       |
| 1930 | Automobiles Ettore Bugatti | Bugatti     | Bugatti T35C  | IND | BEL 3   | FRA   | SPA     |       |

### Campionato europeo di automobilismo
| 1931    | Scuderia                   | Vettura                 | ITA | FRA | BEL | Punti | Posizione |
| ------- | -------------------------- | ----------------------- | --- | --- | --- | ----- | --------- |
| 1931    | Automobiles Ettore Bugatti | Bugatti T51             | 3   | 7   | Rit | 9     | 3º        |
| 1932    | Scuderia                   | Vettura                 | ITA | FRA | GER | Punti | Posizione |
| 1932    | Automobiles Ettore Bugatti | Bugatti T51 Bugatti T54 | 6   | Rit |     | 17    | 5º        |
| Legenda |                            |                         |     |     |     |       |           |

### Gare extra campionato
| Anno    | Vettura       | 1         | 2       | 3       | 4     | 5     |
| ------- | ------------- | --------- | ------- | ------- | ----- | ----- |
| 1922    | Talbot-Darraq | TOR 2     | LMS 2   |         |       |       |
| 1923    | Talbot        | BOU NC    | LMS 1   | PRH 1   |       | VIL 2 |
| 1923    | Sunbeam       |           |         |         | SPA 1 |       |
| 1924    | Delage        | SEB 4     |         |         |       |       |
| 1925    | Delage        | SEB 1     |         |         |       |       |
| 1926    | Delage        | CFL Rit   | TGF Rit |         |       |       |
| 1926    | Talbot        |           |         | JCC 2   | SAL 1 |       |
| 1927    | Talbot        | MOT 1     |         |         |       |       |
| 1928    | Bugatti       | CFL 1     | CFL 1   | TGF Rit |       |       |
| 1929    | Bugatti       | TGF 1     | CFL 1   | ROM 3   |       |       |
| 1930    | Bugatti       | TGF Rit/7 | CFL 1   | ROM 3   |       |       |
| 1931    | Bugatti       | MON Rit   | GER NP  |         |       |       |
| 1932    | Bugatti       | MON 9     |         |         |       |       |
| Legenda |               |           |         |         |       |       |

### 24 Ore di Le Mans
| Anno | Classe | N° | Gomme | Vettura                                       | Squadra                    | Co-pilota          | Giri | Pos. Assol. | Pos. di Classe |
| ---- | ------ | -- | ----- | --------------------------------------------- | -------------------------- | ------------------ | ---- | ----------- | -------------- |
| 1931 | 8.0    | 5  | M     | Bugatti Tipo 50S Bugatti 5.0L S8 supercharged | Automobiles Ettore Bugatti | Guy Bouriat        | 26   | Rit         | Rit            |
| 1938 | 5.0    | 2  | ?     | Delahaye 145 Delahaye 4.5L V12                | Ecurie Bleue               | Gianfranco Comotti | 7    | Rit         | Rit            |

### Targa Florio
| Anno    | Scuderia                   | Costruttore | Vettura      | Numero | Categoria     | Classe       | Co-Pilota               | Giri | Risultato assoluto | Risultato di classe |
| ------- | -------------------------- | ----------- | ------------ | ------ | ------------- | ------------ | ----------------------- | ---- | ------------------ | ------------------- |
| 1926    | Automobiles Delage         | Delage      | Delage 2LCV  | 12     | Categoria 3   | 2.0          |                         | 4    | Rit                | Rit                 |
| 1928    | Automobiles Ettore Bugatti | Bugatti     | Bugatti T35B | 56     | Categoria 4   | 3.0          |                         | 5    | 1º                 | 1º                  |
| 1929    | Automobiles Ettore Bugatti | Bugatti     | Bugatti T35C | 10     | Libre         | +1.1         |                         | 5    | 1º                 | 1º                  |
| 1930    | Automobiles Ettore Bugatti | Bugatti     | Bugatti T35B | 42     | Formula Libre | senza limiti | William Grover-Williams | 5    | 7º                 | 7º                  |
| Legenda |                            |             |              |        |               |              |                         |      |                    |                     |